# Baleia-bicuda-de-gray
A Baleia-bicuda-de-gray (Mesoplodon grayi) é um cetáceo da família dos zifiídeos (Ziphiidae) encontrado nas águas temperadas frias do hemisfério sul.
As baleias-bicudas-de-Gray são animais marinhos ainda pouco conhecidos, pertencentes à família Ziphiidae, referente às  “baleias de bico”. Embora sejam mamíferos de grande porte, assim como outras baleias, eles se distinguem por características anatômicas peculiares, como a presença de dentes e um bico característico. As baleias-bicudas-de-Gray possuem uma parte dos dentes localizados na mandíbula inferior, mas esses dentes são encontrados principalmente em machos de algumas espécies.
Ao contrário do que ocorre com muitas outras baleias, as baleias-bicudas-de-Gray se alimentam principalmente de lulas, que são capturadas através de um processo de sucção com a língua, e não utilizam os dentes para mastigar. Essa adaptação alimentar é uma característica marcante da família.
Esses animais são extremamente raros e difíceis de estudar, uma vez que habitam águas profundas, longe da costa, e não são frequentemente avistados. Como resultado, a maior parte das informações sobre as baleias-bicudas-de-Gray provêm de animais encalhados nas praias, o que limita o conhecimento sobre seu comportamento, ecologia e padrões migratórios. A escassez de dados torna essas baleias um dos grupos mais enigmáticos entre as espécies.

## Distribuição geográfica
Habitam nas águas do Hemisfério Sul, entre 30 e 55° de latitude, e são frequentemente vistas em profundidades de 2.000 metros. Sendo encontradas em países como: Nova Zelândia, Austrália, África do Sul, Ilhas Malvinas, Brasil, Chile, Argentina, Peru e Uruguai. Sua presença na Antártica é incerta.
No Brasil foram registrados quatro encalhes no Rio Grande do Sul.

## Descrição morfológica[2]
A baleia-bicuda-de-gray tem um bico proeminente, um dos seus traços morfológicos mais destacados, adaptado para a alimentação de presas em águas profundas.

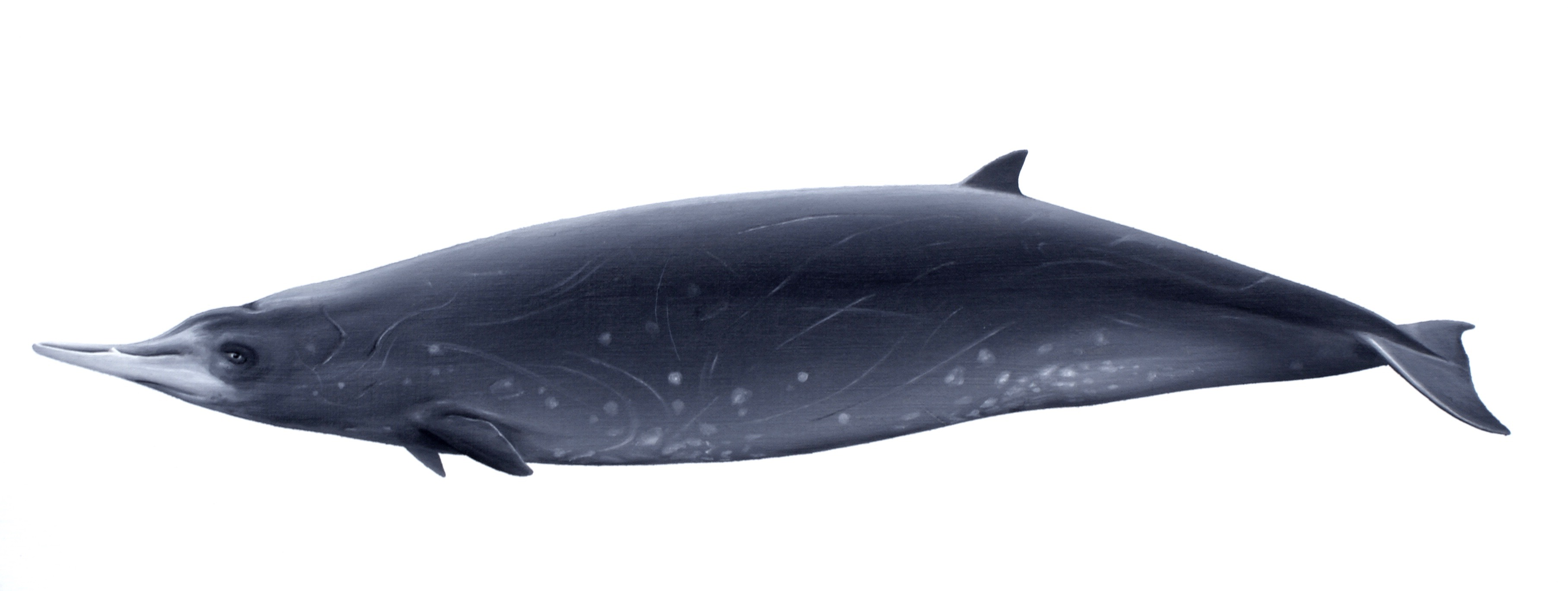
Representação artística de Mesoplodon Grayi

O corpo é robusto e alongado, com uma coloração escura, geralmente cinza escuro ou preto, o que pode variar ligeiramente dependendo da localização geográfica.
Possuem uma nadadeira dorsal pequena e uma nadadeira caudal ampla e potente, adaptada para nadar com eficiência em águas profundas.
A variação no tamanho pode ser observada entre os indivíduos, com as fêmeas sendo um pouco maiores que os machos, mas essa diferença não é muito significativa.
A distribuição de dentes também é importante na morfologia desta espécie. Os machos adultos têm dentes visíveis, enquanto as fêmeas têm dentes menores ou não visíveis.
Outra observação anatômica é o formato de seu orifício respiratório, que possui a forma de uma meia-lua, além de dois sulcos em "V" localizados na região da garganta.

## Ecologia

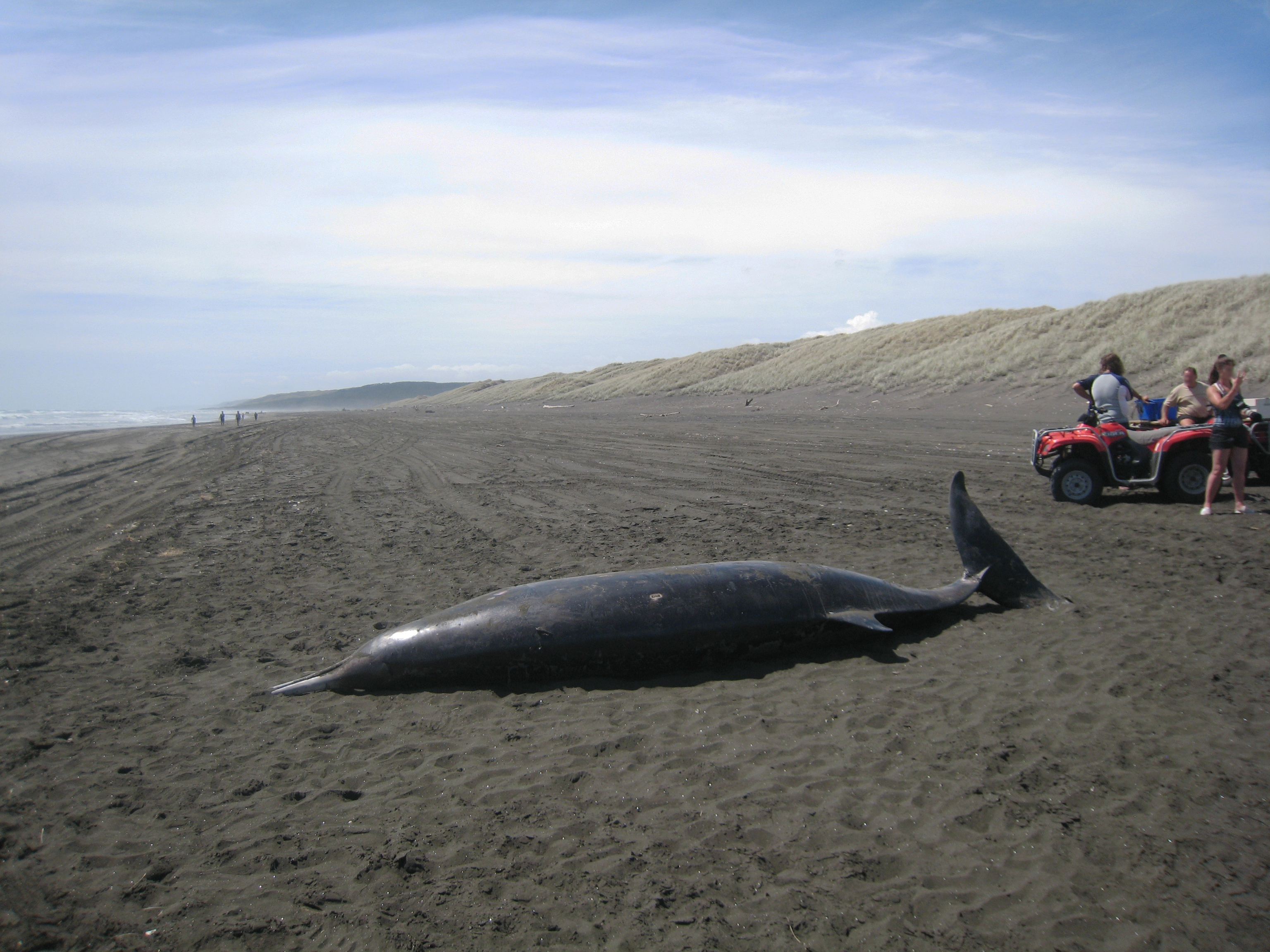
baleia-bicuda-de-gray encalhada em Port Waikato, Nova Zelândia

Esses animais são geralmente avistados em grupos de 1-8 indivíduos, mas, em média, são cerca de 3 indivíduos por grupo; acredita-se que esses grupos são separados por gênero e que os indivíduos de um mesmo grupo não costumam ser relacionados, então não se trata de um mesmo núcleo familiar, sendo essa uma estratégia que amplia a variabilidade genética.  É uma espécie de águas profundas, mas há registros de indivíduos em águas rasas quando estão com alguma enfermidade e/ou prestes a encalhar.

## Comportamento
São animais vistos em grupos com média de 3 indivíduos, mas pouco se sabe sobre seus comportamentos uma vez que  passam a maior parte do tempo em águas profundas, muito provavelmente emergindo apenas para obtenção de oxigênio ou quando estão enfermos.

## Conservação
É considerada uma espécie pouco ameaçada (Least Concern (LC), pela IUCN). No entanto, não está isenta de ser alvo de problemas como:
A alta poluição dos oceanos- há muitos casos de baleias bicudas sendo vítimas de lixo presente nas águas, especialmente plástico, que pode tanto obstruir a via digestória, caso seja grande o suficiente, quanto causar danos internos ao animal por micro plásticos que podem liberar resíduos químicos no interior do sistema digestório.

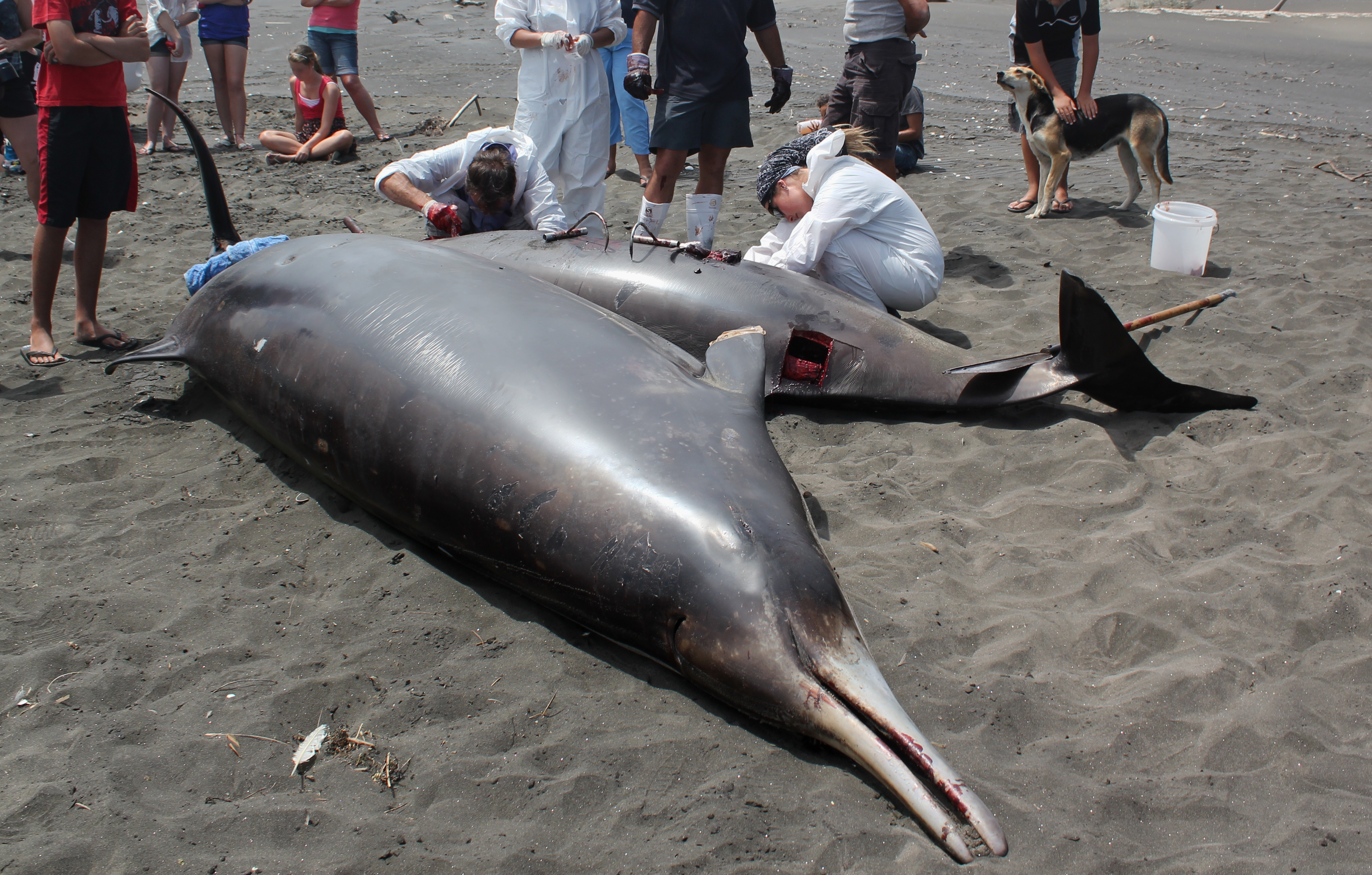
Provável baleia-bicuda-de-grayi em autópsia por pesquisadores na Nova Zelândia

Contaminação por organoclorado - embora seja mais registrada em espécies de cetáceos do hemisfério norte, é uma potencial ameaça à outras espécies.
Poluição sonora- decorrente de sonares e de abalos sísmicos, que desorientam animais como as baleias bicudas, causando encalhamentos e doença das bolhas
Aquecimento global - é um problema que afeta tanto as baleias quanto suas presas além de todo o ecossistema, contudo, espera-se que as baleias bicudas não sejam tão afetadas por conta dos seus habitats, de cânions e águas profundas.

Com tantas potenciais ameaças, são necessários mais estudos para determinar os reais impactos causados, porém atualmente não há um sistema de monitoramento para essa espécie.